# France Prešeren
France Prešeren (n. 3 decembrie 1800, Velben, Ducatul de Carniola⁠(d), Monarhia Habsburgică – d. 8 februarie 1849, Krainburg, Ducatul de Carniola⁠(d), Imperiul Austriac) a fost cel mai mare poet romantic sloven. A jucat un rol important în codificarea limbii slovene literare. Este și autorul versurilor imnului național al Republicii Slovenia.